# Schüssel Moraine
Schüssel Moraine är en kulle i Antarktis. Den ligger i Östantarktis. Norge gör anspråk på området. Toppen på Schüssel Moraine är 1 630 meter över havet.
Terrängen runt Schüssel Moraine är kuperad österut, men västerut är den platt. Trakten är obefolkad. Det finns inga samhällen i närheten. 